# Malicious (videogioco)
Malicious (マリシアス?, Marishiasu) è un videogioco d'azione 3D, sviluppato e pubblicato dalla Alvion per PlayStation 3 e PlayStation Vita. Il gioco è pensato per offrire un'esperienza di gioco semplice ai giocatori. Malicious è stato pubblicato il 27 ottobre 2010 ed è disponibile per il download dal PlayStation Store in Giappone. Per via del successo di critica, il gioco è stato reso disponibile anche per PlayStation Vita.

## Trama
Il personaggio principale del gioco è un "Spirit Vessel" con l'obiettivo di salvare il mondo, è stato inviato dai grandi profeti per sottomettere il gruppo di "Malicious" che terrorizzano il mondo umano. Il sesso del personaggio è deciso dal giocatore. Se il giocatore sceglie come sesso maschio, il personaggio assumerà il nome di Valerio, o Erica se il giocatore sceglie il sesso femminile.

## Modalità di gioco
L'obiettivo principale del gioco è quello di sconfiggere un pericoloso gruppo di creature conosciute come "Malicious". Il gioco è privo di progressione di stadio. Invece, tutte le fasi di battaglia sono lotte dirette contro un boss e con i suoi subordinati con un sistema paragonabile a quello di Mega Man, cioè con la possibilità di scegliere tutti i livelli disponibili nel gioco sin dall'inizio.

## Colonna sonora
Le undici musiche di Malicious sono state create da Seiichi Takamoto.
1. Abondoned Library – 8:08
2. Escort Of Queedom – 6:03
3. Forbidden Floor – 7:35
4. Foughten Field – 6:37
5. Intermission – 2:45
6. Malicious – 4:02
7. Pray – 0:34
8. Rejoicing – 1:03
9. The Edge of End – 8:41
10. Triumphal Square – 7:45
11. Victory – 0:59

Durata totale: 54:12

## Accoglienza
La rivista Play Generation diede alla versione per PlayStation 3 un punteggio di 69/100, apprezzando il design dei personaggi, il semplice sistema di controllo ed il vecchio sistema dei Continua e come contro la difficile gestione dell'inquadratura e la scarsa rigiocabilità una volta arrivati al termine dell'avventura, finendo per trovarlo un titolo con alcuni spunti interessanti, che risentiva effettivamente di difetti che inficiavano parzialmente l'esperienza di gioco.